# بولشوي سولداتسكويي (كورسك)
بولشوي سولداتسكويي (بالروسية: Большое Солдатское) هي مدينة في مقاطعة كورسك أوبلاست في روسيا.